# Bojčinovci
Bojčinovci (bulharsky Бойчиновци) je město ležící v severozápadním Bulharsku, v Dolnodunajské nížině na severním úpatí Staré planiny nad řekou Ogosta. Je správním střediskem stejnojmenné obštiny a má okolo přibližně 1 400 obyvatel.

## Historie
Nejstarší historickou datovanou populací jsou Thrákové, kteří obývali tyto oblasti od 1. tisíciletí př. n. l. Bojčinovci byla po dlouhá léta dědina bez většího významu a sdílela osud zdejšího regionu. Od ostatních se odlišovala rýžováním zlata v blízké řece Ogostě. Rozrůstat se začala po osvobození z osmanské nadvlády, když se roku 1878 stala součástí Bulharského knížectví. Roku 1910 zde bylo zřízeno sídlo místní obštiny. Zásadní význam pro další rozvoj měla výstavba trati Mezdra-Vidin, která byla zahájena v roce 1908 a uvedena do provozu v roce 1913. Dalším impulsem byla výstavba odbočky do Berkovice a její zprovoznění v roce 1916, čímž se zdejší nádraží stalo železničním uzlem. Do bojčinovské obštiny byly postupně začleňovány okolní obce a některé byly k Bojčinovcům připojeny. V roce 1974 byly Bojčinovci povýšeny na město.

## Obyvatelstvo
Ve městě žije 1 438 obyvatel a je zde trvale hlášeno 1 530 obyvatel. Podle sčítání 1. února 2011 bylo národnostní složení následující:
- Bulhaři: 1 370 (90.5 %)
- Romové: 100 (6.6 %)
- Turci: 19 (1.3 %)
- ostatní: 24 (1.6 %)